# Pàixino (Saràtov)
|  | Per a altres significats, vegeu «Pàixino». |

Pàixino (en rus: Пашино) és un poble de l'óblast de Saràtov, a Rússia, segons el cens del 2010 tenia 49 habitants. Pertany al districte municipal d'Arkadak.